# Natural Frank
Natural Frank fue un programa de televisión producido por Molinos de Papel y emitido en la cadena española Cuatro. Siguiendo el estilo de Frank de la jungla y La selva en casa, el programa fue estrenado el viernes 27 de septiembre de 2013.
Tras tres temporadas de Frank de la jungla y una de La selva en casa, Frank Cuesta continua su labor a través de YouTube, donde cuelga vídeos con sus aventuras. Estos vídeos superaron el millón de visitas y la productora Molinos de papel se interesó por un formato corto de 15 minutos diarios, tomando como base los vídeos subidos al famoso portal. Mediaset España dio luz verde al nuevo formato y durante el mes de septiembre de 2013, Cuatro confirmó la vuelta de Frank Cuesta con Natural Frank.
El 6 de noviembre de 2013 Natural Frank cesó sus emisiones en la parrilla de Cuatro y su hueco lo ocupó el concurso Lo sabe, no lo sabe. El 25 de diciembre de 2013, tras la cancelación de Lo sabe, no lo sabe, Natural Frank volvió a la parrilla de Cuatro con un formato de emisión de tres programas juntos con una duración de 15 minutos cada uno.

## Sinopsis
Con la única compañía de una minicámara de vídeo, sin patrones, dirigiéndose a sí mismo y sin tener que preocuparse por los demás, el leonés se adentra en la selva para mostrar a los grandes protagonistas de sus grabaciones, los animales, y sus secuencias más familiares. Frank, su mochila, su cámara y su trípode se adentrarán en la selva de Tailandia y Laos donde descubrirá la víbora de ojos rojos, la King cobra, la temida víbora Russel, pájaros carpinteros, abubillas, lagartos, tortugas de diferentes formas, ranas de colores, una serpiente gato con dientes de perro y hasta una pitón a punto de poner los huevos de sus crías.

## Episodios y audiencias

### Primera temporada (2013)
| N.º  | Título                                             | Fecha de emisión                 | Audiencia      |
| ---- | -------------------------------------------------- | -------------------------------- | -------------- |
| 1x01 | Viaje a Australia                                  | Viernes 27 de septiembre de 2013 | 772 000 (5,1%) |
| 1x02 | Cena en casa de Frank                              | Viernes 4 de octubre de 2013     | 442 000 (3,3%) |
| 1x03 | Una víbora pop hiere a Frank                       | Viernes 11 de octubre de 2013    | 649 000 (4,1%) |
| 1x04 | Serpiente pitón                                    | Sábado 19 de octubre de 2013     | 752 000 (5,1%) |
| 1x05 | La serpiente gato y la rana arcoíris               | Lunes 21 de octubre de 2013      | 695 000 (4,0%) |
| 1x06 | Con la familia a la selva                          | Martes 22 de octubre de 2013     | 337 000 (1,8%) |
| 1x07 | La serpiente paraíso                               | Miércoles 23 de octubre de 2013  | 364 000 (2,2%) |
| 1x08 | Una rana de árbol de Australia                     | Jueves 24 de octubre de 2013     | 441 000 (2,9%) |
| 1x09 | Descenso a la cueva de Sai Yok                     | Viernes 25 de octubre de 2013    | 608 000 (4,0%) |
| 1x10 | La tortuga más amenazada de Asia                   | Lunes 28 de octubre de 2013      | 640 000 (3,5%) |
| 1x11 | Una de las serpientes más peligrosas del planeta   | Martes 29 de octubre de 2013     | 581 000 (3,3%) |
| 1x12 | La pitón de sangre                                 | Miércoles 30 de octubre de 2013  | 505 000 (2,9%) |
| 1x13 | Frank visita Madrid                                | Jueves 31 de octubre de 2013     | 459 000 (3,1%) |
| 1x14 | Secretos de la noche                               | Viernes 1 de noviembre de 2013   | 477 000 (3,1%) |
| 1x15 | Serpiente de gato                                  | Sábado 2 de noviembre de 2013    | 484 000 (3,3%) |
| 1x16 | Víbora malaya / Serpiente de cara inflada / Glyder | Miércoles 6 de noviembre de 2013 | 659 000 (3,5%) |

### Segunda temporada (2013-2014)
| N.º  | Título                                                    | Fecha de emisión                  | Audiencia      |
| ---- | --------------------------------------------------------- | --------------------------------- | -------------- |
| 2x01 | Frank en Madrid / Tailandia / Animales de Tailandia       | Miércoles 25 de diciembre de 2013 | 789 000 (4,3%) |
| 2x02 | Pesca del calamar                                         | Lunes 30 de diciembre de 2013     | 588 000 (3,4%) |
| 2x03 | Serpiente de coral / Serpiente látigo y dragón barbudo    | Martes 31 de diciembre de 2013    | 332 000 (2,9%) |
| 2x04 | Araña azul / Ranas de árbol / Animales domésticos         | Miércoles 1 de enero de 2014      | 838 000 (4,3%) |
| 2x05 | Paella / Una barbacoa en casa / Rana sudamericana         | Miércoles 8 de enero de 2014      | 616 000 (3,0%) |
| 2x06 | Gecko demonio / Huellas de elefante / Jaula para gansos   | Martes 14 de enero de 2014        | 617 000 (3,0%) |
| 2x07 | Cangrejo ermitaño / De vacaciones / Rana barriga de fuego | Miércoles 15 de enero de 2014     | 711 000 (3,5%) |
| 2x08 | El cangrejo ermitaño gigante                              | Sábado 25 de enero de 2014        | 518 000 (3,2%) |

### Audiencia global
| Temporadas | Temporadas | Episodios | Estreno                  | Final               | Audiencia media | Audiencia media | Audiencia media |
| Temporadas | Temporadas | Episodios | Estreno                  | Final               | Espectadores    | Cuota           |                 |
| ---------- | ---------- | --------- | ------------------------ | ------------------- | --------------- | --------------- | --------------- |
|            | 1 y 2      | 24        | 27 de septiembre de 2013 | 25 de enero de 2014 | 578 000         | 3,5%            |                 |